# Ribeira de Piquín
Ribera de Piquín (galic. Ribeira de Piquín) – niewielka miejscowość w hiszpańskim regionie Galicja w prowincji Lugo.